# Magny-la-Campagne
Magny-la-Campagne (Ausspracheⓘ) ist eine ehemalige französische Gemeinde mit zuletzt 553 Einwohnern (Stand: 1. Januar 2013) im Département Calvados in der Region Normandie. Sie gehörte zum Arrondissement Caen und zum Kanton Mézidon-Canon.
Die Gemeinde Magny-la-Campagne wurde am 1. Januar 2017 mit 13 weiteren Gemeinden, namentlich Les Authieux-Papion, Crèvecœur-en-Auge, Croissanville, Grandchamp-le-Château, Lécaude, Coupesarte, Magny-le-Freule, Le Mesnil-Mauger, Mézidon-Canon, Monteille, Percy-en-Auge, Saint-Julien-le-Faucon und Vieux-Fumé zur neuen Gemeinde Mézidon Vallée d’Auge zusammengeschlossen.

## Geografie
Magny-la-Campagne liegt etwa 20 Kilometer nordnordöstlich von Falaise und 25 Kilometer südöstlich von Caen. 
Umgeben wurde die Gemeinde von Mézidon-Canon im Norden, Percy-en-Auge im Nordosten, Ouville-la-Bien-Tournée im Osten, Thiéville im Südosten, Vendeuvre im Süden, Condé-sur-Ifs im Südwesten und Westen sowie Vieux-Fumé in nordwestlicher Richtung.

## Bevölkerungsentwicklung der ehemaligen Gemeinde
| Jahr                             | 1793 | 1836 | 1876 | 1926 | 1946 | 1968 | 1990 | 2013 |
| Einwohner                        | 339  | 541  | 378  | 391  | 422  | 407  | 466  | 553  |
| Quelle: Cassini, EHESS und INSEE |      |      |      |      |      |      |      |      |

## Sehenswürdigkeiten

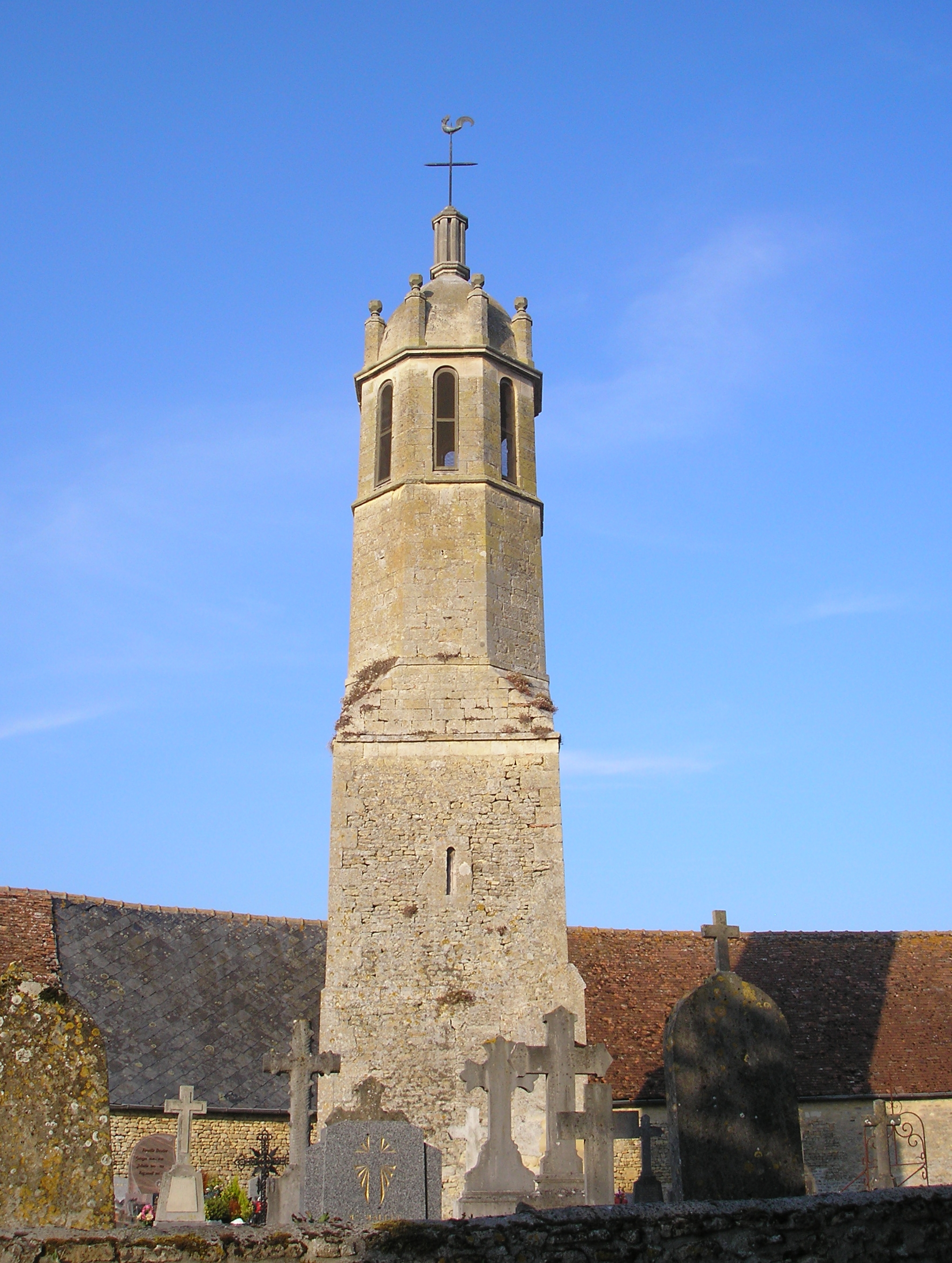
Glockenturm der Kirche Notre-Dame

- Freistehender Glockenturm der Pfarrkirche Notre-Dame aus dem 18. Jahrhundert, als Kulturgut eingestuft[2]